# Валанс
Вала́́нс (фр. Valence [va.lɑ̃s], окс. Valença, лат. Valentia) — город и коммуна во Франции, на скалистом возвышении левого берега Роны. Префектура французского департамента Дром.

## История
Город Валанс произошёл от римской колонии Valentia, основанной в Нарбоннской Галлии (как римляне называли эту часть Франции). С IV века вся власть в городе принадлежала епископу,  только в 1450 году Людовик XI убедил последнего из них уступить свои права на город в обмен на королевское покровительство и создание университета (упразднён во время Французской революции). Король сделал Валанс столицей герцогства Валентинуа и наделил титулом герцога Чезаре Борджиа. После его смерти титул был возрождён для Дианы де Пуатье. Нынешними обладателями герцогского титула являются правители Монако.

## Демография
Динамика населения:

## Достопримечательности
В Валансе имеется одиннадцать церквей, из которых собор св. Аполлинария, в романском стиле, построен при папе Урбане II, освятившем его в 1095 году на месте ещё более древней церкви, существовавшей здесь с 212 года. В соборе памятник работы Кановы папе Пию VI, в 1798 и 1799 годах содержавшемуся здесь в заключении в старинной цитадели и здесь же умершему.
В Валансе на Марсовом поле находится известная беседка Раймона Пейне.

## Транспорт
Город расположен в центре Ронской низменности на перекрёстке дорог, по которым отдыхающие направляются к Лазурному берегу. Автомагистралью А7 Валанс связан к Лионом (100 км к северу), Авиньоном (120 км к югу) и Марселем (220 км к югу). Автомагистраль A49 связывает его с Греноблем (95 км к северо-востоку).
Железнодорожный вокзал Валанса, построенный в XIX веке при строительстве Парижско-Лионско-Средиземной железной дороги, расположен к югу от центра города. После открытия станции высокоскоростной железной дороги TGV, расположенной в 10 километрах к северо-востоку от центра города, был переориентирован для региональных направлений.